# Nassogne
Nassogne – miejscowość i gmina (commune) w południowo-wschodniej Belgii, w Regionie Walońskim, w prowincji Luksemburg, w okręgu Marche-en-Famenne. 1 stycznia 2024 roku liczyła 5735 mieszkańców.  

## Podział administracyjny
W skład gminy wchodzi siedem dzielnic (section):
- Ambly
- Bande
- Forrières
- Grune
- Harsin
- Lesterny
- Masbourg

## Współpraca
Miejscowości partnerskie:
- Ledegem, Flandria Zachodnia
- Martel, Francja